# Републикански път III-3402
Републикански път IIІ-3402 е третокласен път, част от Републиканската пътна мрежа на България, преминаващ по територията на Плевенска и Ловешка област. Дължината му е 35,9 km.
Пътят се отклонява надясно при 8 km на Републикански път II-34 в центъра на село Коиловци и се насочва на изток през Средната Дунавска равнина. Минава през град Славяново, където завива на юг, пресича Републикански път I-3 при неговия 66,3 km и достига центъра на град Пордим. Оттук през село Вълчитрън пътят се изкачва в източната част на Плевенските височини и навлиза в Ловешка област. Минава през селата Дренов и Дойренци, където слиза в широката долина на река Осъм и южно от последното се свързва с Републикански път III-301 при неговия 39,9 km.
| Пътища, отклоняващи се надясно (населено място, № на пътя, посока на пътя) | km   | Пътища, отклоняващи се наляво (посока на пътя, № на пътя, населено място) |
| -------------------------------------------------------------------------- | ---- | ------------------------------------------------------------------------- |
| Община Плевен, Област Плевен, II-34, 8 km, с. Коиловци →                   | 0,0  | → с. Коиловци, 8 km, II-34, Област Плевен, Община Плевен                  |
| гр. Славяново                                                              | 10,1 | → гр. Славяново, общински път (за селата Бацова махала и Тотлебен)        |
| Община Пордим, (до гр. Ботевград) I-3, 66,3 km ←                           | 14,0 | ← 66,3 km, I-3 (от 59 km на I-5), Община Пордим                           |
| (от 2,4 km на II-35) III-3501, 16 km, гр. Пордим →                         | 19,4 | → гр. Пордим, 16 km, III-3501 (до гр. Летница)                            |
| (за с. Пелишат) общински път, с. Вълчитрън ←                               | 23,5 | → с. Вълчитрън, общински път (за с. Катерица)                             |
| Община Ловеч, Област Ловеч                                                 | 26,4 | Област Ловеч, Община Ловеч                                                |
| (за с. Владиня) общински път, с. Дренов ←                                  | 27,2 | → с. Дренов, общински път (за с. Александрово)                            |
| с. Дойренци                                                                | 34,3 | с. Дойренци                                                               |
| (до гр. Ловеч) III-301, 39,9 km ←                                          | 35,9 | ← 39,9 km, III-301 (от с. Козар Белене)                                   |